# Nemanja Vidić
Nemanja Vidić (født 21. oktober 1981 i Titovo Užice, Serbien, SFR Jugoslavien) er en serbisk tidligere fodboldspiller.

## Karriere

### Tidlige år
Nemanja Vidić blev født af Dragoljuh en tidligere poltibetjent og fabriksarbejder og Zora en bank-kontorassistent. Vidić startede til fodbold, da han var syv år sammen med sin ældre bror Dušan på et lokalt hold Jedinstvo Užice. Han havde hurtig fremgang og flyttede til Sloboda Užice i en alder af 12 år.

### Røde Stjerne
To og et halvt år senere, før sin 15-års fødselsdag, skrev Røde Stjerne Beograd under med Vidić til deres ungdomssystem. Han startede sin seniorkarriere på en sæson-lang låneaftale i FK Spartak Subotica i 2000. Han tog tilbage til Røde Stjerne Beograd efter låneaftalen sluttede, og han spillede regelmæssigt i toppen af Yugoslav League. Han vandt Yugoslav Cuppen med Røde Stjerne i 2001-02. Vidić fik hurtigt anførerbindet, og under sine tre år som kaptajn scorede han 12 mål i 67 kampe, og han endte sin Røde Stjerne-karriere på et højt plan efter at have ledt klubben til en national double. Han vandt 2004-Serbien og Montenegro-liga- og Serbien og Montenegro Cup-trofæet med Røde Stjerne Beograd og i juli 2004, tilsluttede han sig den Russiske Premier League-trup Spartak Moskva. Detaljerne om handlen blev ikke offentliggjort, da Vidić blev den dyreste forsvarsspiller i den Russiske Premier Leagues historie. 

### Manchester United
Efter at have spillet to sæsoner i Spartak Moskva skrev Vidić under med Manchester United, for et rapporteret beløb på omkring 75 millioner den 5. januar 2006; to og et halvt år efter Manchester Uniteds interesse i ham. Han fik tildelt nummeret 15 på sin trøje og fik sin debut for Manchester United som en indskifter i stedet for Ruud van Nistelrooy i de sidste minutter i Manchester Uniteds 2-1-sejr Carling Cuppens semifinale i deres anden kamp mod Blackburn Rovers den 25. januar 2006.
I 2006-07-sæsonen fik Vidić et partnerskab med Rio Ferdinand i centralforsvaret, som siden har været det mest fremtrædende partnerskab i engelsk fodbold, og han har derfor fået etableret sig som førsteholdspiller. I sin første fulde sæson, hvor han spillede for Manchester United, lavede han 25 optrædener i Premier League og sluttede sæson, hvor han vandt sin første ligamedalje.
Vidić scorede sit første mål nogensinde for Manchester United den 14. oktober 2006 mod Wigan Athletic, hvor United sluttede med at vinde 3-1. Han scorede sit andet mål i en 3-0-sejr over Portsmouth den 4. november, som var hans første mål på Manchester Uniteds Old Trafford-stadion. Han scorede sit første Champions League-mål for Manchester United mod S.L. Benfica den 6. december i gruppespillet, det var en kamp, som United vandt 3-1.
Rost for sit aggressive ikke-vrøvlede forsvarsstil, er han nu kendt som en af de bedste forsvarsspillere i Premier League og i Europa. Han bliver kaldt Vida af sine Manchester United-holdkammerater. Han er god med hensyn til sin fysiske tilstedeværelse, med sin hovedstødsstyrke i både forsvaret og angrebet, og så er han også meget modig. På grund af dette, nyder han meget at være blandt de United-trofaste, og han bliver ofte sammenlignet med den tidligere Manchester United-forsvarsspiller Steve Bruce for at have den samme karakter. 
Vidić vandt Årets Serbien Udenlandske Spiller i Serbien i 2005, da han spillede for Spartak Moskva, en beslutning der bliver valgt af anførerne i de 16 klubber i den Serbiske Superliga, som bliver uddelt årligt (første pris blev givet i 1970) af den daglige avis Večernje novosti. Han har en gang mere modtaget prisen i 2007, denne gang spillede han for Manchester United.  Han var med på PFA Premiership Team of the Season i både 2006-07 og 2007-08 Desuden var han nomineret til 2006-07’s- og 2007-08’s-Årets Eruopæiske UEFA-Klubforsvarsspiller, han var også med blandt de nominerede i 2006-07’s og 2007-08’s FIFPro World XI-spillerpris og også til Ballon d'Or i 2008. Han vandt dog ikke nogle af priserne.
Den 8. november 2007 skrev Vidić under på en toårig kontraktforlængelse, som vil holde ham i Manchester United indtil 2012.
I sin anden fulde sæson i Manchester United, fik han sin anden Premier League-medalje i træk (han lavede 32 optrædener i perioden), og han vandt også sin første UEFA Champions League-medalje.

### FC Internazionale Milano
Den 1. juli 2014 skiftede Nemanja til Inter, da han allerede i løbet af 2013/14 sæsonen havde meddelt, at han ikke ville fortsætte i United efter hans kontraktudløb i sommerpausen 2014.

## International karriere
En ung international jugoslavisk debut lavede han den 12. oktober 2002 mod Italien i kvalifikationen til EM i 2004. Vidić var en del af Serbien og Montenegros fodboldlandsholds "Famous Four" (De berømte fire)-forsvar,sammen med Mladen Krstajić, Ivica Dragutinović og Goran Gavrančić, som kun lod et mål gå ind under de ti VM i fodbold 2006-kvalifikations-kampe, og de satte en ny rekord for mindst mål gået ind. Vidić spillede en stor rolle i den sidste kvalifikationskamp mod Bosnien-Hercegovina. Serbien og Montenegro vandt 1-0 og sikrede sig kvalifikationen, på trods af at Vidić fik et rødt kort fem minutter før tid. Vidić missede Serbien og Montenegros første gruppespilskamp mod Holland på grund af karantæne fra sit røde kort i den tidligere kamp  og den 12. juni 2006 fik han skadet sit venstre knæs ledbånd under en træning, og han kunne ikke spille nogen kampe i VM i 2006. Efter VM i 2006 skulle Vidić forsat repræsentere landsholdet, nu var det bare et uafhængigt serbisk landshold. Han deltog for Serbien ved VM i 2010 i Sydafrika. I 2011 stoppede Vidic fra landsholdet.

## Personligt
Den 17. juli 2006 giftede Vidić sig med Ana Ivanović, en økonomisk student fra University of Belgrade. Ana skal ikke blive forvekslet med den serbiske tennisstjerne af samme navn. Sammen har de en søn kaldet Luka

## Karrierestatistikker
| Klub           | Sæson                  | Liga                   | Liga | Liga | Cup | Cup | Liga Cup | Liga Cup | Europa | Europa | Total | Total |
| Klub           | Sæson                  | Liga                   | Kmp  | Mål  | Kmp | Mål | Kmp      | Mål      | Kmp    | Mål    | Kmp   | Mål   |
| -------------- | ---------------------- | ---------------------- | ---- | ---- | --- | --- | -------- | -------- | ------ | ------ | ----- | ----- |
| 2000–01        | Røde Stjerne Beograd   | Serbian Superliga      | 0    | 0    | 0   | 0   | -        | -        | 0      | 0      | 0     | 0     |
| 2000–01        | Spartak Subotica (lån) | Serbian First League   | 27   | 6    | 0   | 0   | -        | -        | 0      | 0      | 27    | 6     |
| 2001–02        | Røde Stjerne Beograd   | Serbian Superliga      | 22   | 2    | 0   | 0   | -        | -        | 0      | 0      | 22    | 2     |
| 2002–03        | Røde Stjerne Beograd   | Serbian Superliga      | 25   | 5    | -   | -   | -        | -        | -      | -      | 25    | 5     |
| 2003–04        | Røde Stjerne Beograd   | Serbian Superliga      | 20   | 5    | -   | -   | -        | -        | -      | -      | 20    | 5     |
| 2004           | Spartak Moskva         | Russian Premier League | 12   | 2    | -   | -   | -        | -        | -      | -      | 12    | 2     |
| 2005           | Spartak Moskva         | Russian Premier League | 27   | 2    | -   | -   | -        | -        | -      | -      | 27    | 2     |
| 2005–06        | Manchester United      | Premier League         | 11   | 0    | 2   | 0   | 2        | 0        | 0      | 0      | 15    | 0     |
| 2006–07        | Manchester United      | Premier League         | 25   | 3    | 5   | 0   | 0        | 0        | 8      | 1      | 38    | 4     |
| 2007–08        | Manchester United      | Premier League         | 32   | 1    | 3   | 0   | 0        | 0        | 9      | 0      | 45    | 1     |
| 2008–09        | Manchester United      | Premier League         | 9    | 0    | 0   | 0   | 1        | 0        | 1      | 0      | 10    | 1     |
| Karriere i alt | Karriere i alt         | Karriere i alt         | 203  | 26   | 9   | 0   | 1        | 0        | 18     | 2      | 229   | 28    |

## Hæder

### Hold

#### Røde Stjerne Beograd
- Yugoslav Cup:
  - Vinder (1): 2002
- Serbian SuperLiga:
  - Vinder (1): 2003-04
- Serbien og Montenegro Cup:
  - Vinder (1): 2004

#### Manchester United
- Premier League
  - Vinder (2): 2006-07, 2007-08
  - Runner-up (1): 2005-06
- FA Cup:
  - Runner-up (1): 2006-07
- Carling Cup: 
  - Vinder (1): 2005-06
- FA Community Shield:
  - Vinder (2): 2007, 2008
- UEFA Champions League: 
  - Vinder (1): 2007-08
- UEFA Super Cup
  - Runner-up (1): 2008

### Individuelt
- Årets Udenlandske Spiller i Serbien (2): 2005 (med FC Spartak Moskva), 2007 (med Manchester United F.C.)
- PFA Team of the Year (2): 2006-07, 2007-08 (med Manchester United)